# 彼得·G·卡薩扎
彼得·G·卡薩扎（英語：Peter G. Casazza，1945年6月28日—）是一名美國數學家，現就職於密蘇里大學。他的職業生涯始於巴拿赫空間理論家，但他最為人所知的可能是他在框架理論發展成為數學研究的熱門學科方面所發揮的作用。
卡薩扎出版了100多部著作，其中有幾部是與妻子珍妮特·特里曼（Janet Tremain）合著的。
他是一位活躍的數學研究者，目前在密蘇里州哥倫比亞管理弗雷姆研究中心。